# Liste der Monuments historiques in Pronleroy
Die Liste der Monuments historiques in Pronleroy führt die Monuments historiques in der französischen Gemeinde Pronleroy auf.

## Liste der Bauwerke
| Bezeichnung                   | Beschreibung              | Standort | Kennzeichnung | Schutzstatus | Datum | Bild           |
| ----------------------------- | ------------------------- | -------- | ------------- | ------------ | ----- | -------------- |
| Schloss                       | Erbaut im 13. Jahrhundert | (Lage)   | PA00114821    | Inscrit      | 1949  | weitere Bilder |
| Kirche St-Fiacre und Friedhof | Erbaut im 12. Jahrhundert | (Lage)   | PA00114822    | Inscrit      | 1949  | weitere Bilder |

## Liste der Objekte
| Bezeichnung       | Beschreibung                            | Standort                       | Kennzeichnung | Schutzstatus | Datum | Bild |
| ----------------- | --------------------------------------- | ------------------------------ | ------------- | ------------ | ----- | ---- |
| Altar und Retabel | Hoz, polychrom gefasst, 18. Jahrhundert | in der Kirche St-Fiacre (Lage) | PM60004601    | Inscrit      | 1998  |      |